# ФК „Спартак“ (Пловдив)
ФК Спартак е футболен клуб от Пловдив, участник в Югоизточната Трета лига. Основан е на 15 ноември 1947 г.
Играе мачовете си на стадион „Тодор Диев“ в пловдивския квартал Кичук Париж, който има капацитет от 3500 места. Клубните цветове са синьо, бяло и червено.
В досегашната си история клубът има 17 сезона в А група и 16 сезона в Б група. В периода между 1953 г. и 1967 г. е един от водещите клубове в България. Шампион на страната през 1962/63 и вицешампион през 1961/62. Носител на националната купа през 1958, а освен това е финалист в турнира през 1955 и 1959.

## История

### Началото (1947 – 1952)
През септември 1944 г. към Пловдивската община и Областното управление на МВР е създадено Народно физкултурно дружество Септември. В основата му са бивши ръководители на Шипка (Пловдив). През 1946 г. НФД Септември се обединява с Левски (Пловдив) под името НФД Левски. На 15 октомври 1947 г. следва ново сливане с НФД Ударник, като дружеството приема името Левски-Ударник. Месец по-късно, на 15 ноември 1947 г., е взето решение клубът да бъде преименуван на Спартак. Тази дата се приема за рождена на дружеството.
В първото ръководство на Спартак влизат председателят на клуба Благой Пенев, както и неговите помощници Атанас Куцалов, Найден Маслев и Спас Томев. За първи старши треньор е утвърден Иван Георгиев, а на едно от първите събрания на ръководството са определени и цветовете на екипите на тима – синьо, червено и бяло.
През 1952 г. е взето решение отборите в А група да бъдат увеличени от 12 на 16. За целта в елита се класират първите 6 тима от Б група. През сезон 1952 Спартак завършва на 6-о място във втория ешелон и по този начин за първи път печели право да участва в А група. Оттук започва златният период в историята на клуба.

### Златен период на клуба (1953 – 1967)
През втората половина на 50-те и първата на 60-те години на ХХ век Спартак (Пловдив) се превръща в един от водещите клубове в България. През 1953 и 1954 отборът завършва на 9-о място в А група. През сезон 1955, под ръководството на треньора Трендафил Станков, идват и първите по-сериозни успехи. Спартак се класира на 6-о място в първенството, а звездата и капитан на тима Тодор Диев става голмайстор на групата с 13 попадения. В турнира за националната купа отборът достига до финала, където губи с 2:5 след продължения от ЦСКА (София). В срещата за Спартак играят Никола Дамянов, Иван Иванов, Атанас Манолов, Иван Манолов, Божидар Митков, Димитър Кръстев, Тодор Диев, Георги Фурнаджиев, Михаил Душев, Димитър Дешев и Иван Барбов.
Възходът на Спартак продължава и през следващите години. През 1958 пловдивчани печелят първия си трофей, след като надиграват с 1:0 Миньор (Перник) във финала за купата. Единственият гол в мача бележи в 60-ата минута Михаил Душев. Треньор на Спартак по това време е Георги Щерев, а в мача за трофея той залага на Васил Стойнов, Иван Иванов, Атанас Манолов, Георги Ботев, Георги Статев, Божидар Митков, Тодор Диев, Цветан Стойнов, Михаил Душев, Димитър Василев и Иван Барбов. На следващата година Спартак за трети път се класира на финал за купата, но губи с 0:1 от Левски (София). Най-големите успехи обаче тепърва предстоят.
През 1961/62 отборът от Пловдив става вицешампион в А група, след като завършва на второ място след хегемона ЦСКА. На следващия сезон обаче именно Спартак слага край на серията от 9 поредни титли на „армейците“. Триумфът е свързан с въвеждането на тактически новости. В хода на сезона треньорът на пловдивчани Димитър Байкушев налага схема 4-2-4, която до този момент не е толкова добре позната в България. На вратата в основната единайсеторка е Йордан Станков. Десен бек е Иван Иванов, отляво играе Тобия Момин, а в центъра на защитата са Атанас Манолов и Георги Ботев. Двамата титулярни халфове пред тях са Димитър Димов и Божидар Митков. На върха на атаката е Михаил Душев, а зад него от втора позиция действа Христо Дишков. Като дясно крило играе Тодор Диев, а по левия фланг на нападението е Георги Лазаров.
По време на кампанията основен конкурент на Спартак са съгражданите от Ботев (Пловдив). Титлата на практика се решава в 26-ия кръг, когато двата отбора се изправят един срещу друг, а преди мача спартаклии имат аванс от 2 точки. На 27 май 1963 г. пред 40 000 зрители на стадион „9-и септември“ Спартак печели с 2:1 и си осигурява аванс от 4 точки. Историческата титла е узаконена в 29-ия кръг след победа над Берое с 3:0, като попаденията са дело на Димитър Димов, Тодор Диев и Христо Дишков. Така Спартак става шампион на България за сезон 1962/63, а Диев за втори път е голмайстор в А група, след като бележи 26 попадения по време на кампанията.
През 1963/64 Спартак дебютира в Купата на европейските шампиони, където в първия кръг отстранява албанския Партизани (Тирана) след загуба с 0:1 като гост и победа с 3:1 в Пловдив. Във 2-рия кръг отборът се изправя срещу ПСВ Айндховен. У дома губи с 0:1, а на реванша в Холандия завършва 0:0 и така отпада от турнира. През същия сезон Спартак участва и в Балканската купа, където надиграва по два пъти Олимпиакос и Раднички (Ниш) и се класира за финала, където отстъпва на Рапид (Букурещ).
Следващата поява на Спартак на европейската сцена е през сезон 1966/67. Пловдивчани участват в Купата на панаирните градове, където се изправят срещу португалския гранд Бенфика, в чийто редици блести звездата на Еузебио. На 26 октомври 1966 г. Спартак играе като равен с равен срещу именития си съперник в Пловдив, като срещата завършва 1:1. В реванша обаче губи с 0:3.
Големият отбор на Спартак на практика е заличен на 25 юли 1967 г. Тогава с партийно решение клубът се влива в Ботев (Пловдив) след като е създаден АФД Тракия. В дружеството влиза и Академик (Пловдив).

### Възстановяване на Спартак
След 15 години, в които Спартак на практика не съществува, клубът възстановява своята самостоятелност на 2 декември 1982 г. През сезон 1984/85 отборът вече участва в Б група, където завършва на 6-о място, а през 1985/86 се класира на 14-а позиция. Сред водещите футболисти в състава през този период са Иван Говедаров, Георги Барбов, Иван Маринов, Красимир Манолов, Илия Цицков.
През сезон 1986/87, под ръководството на треньора Станчо Бончев, Спартак води борба за промоция в А група, но в крайна сметка завършва на 4-то място в класирането на втория ешелон. През следващите два сезона нивото на отбора пада. През 1988/89 пловдивчани завършват на 18-о място в класирането и изпадат във В група. Следват три поредни сезона в третия ешелон.

### Завръщане в А група
През сезон 1991/92 Спартак завършва на 1-во място в Югоизточната В група и се класира в Б група. В първата година след завръщането си в професионалния футбол отборът финишира на 11-о място. Сезон 1993/94 обаче е далеч по-успешен. Спартак се класира на 2-ро място в Южната Б група след Нефтохимик (Бургас) и така получава правото да участва в елита след 27-годишна пауза. Освен това отборът осъществява успешен рейд в Купата на България, където достига до полуфинал. Там обаче е отстранен от Пирин (Благоевград).
Завръщането на Спартак в А група е отлично. В клуба има финансова стабилност, а на треньорския пост е Атанас Драмов. В състава личат имената на футболисти като опитните Иван Кочев и Запрян Раков, братята Иван и Гено Добревски, Костадин Герганчев, Анатоли Тонов, Йонко Неделчев, Кирил Андонов, вратарят Димитър Попов, сърбинът Саша Вукоевич, арменският национал Арташес Адамян. През сезон 1994/95 отборът завършва на 6-о място в крайното класиране, като побеждава на свой терен Левски с 2:1 и ЦСКА с 4:0.
Заради доброто си представяне Спартак получава правото да участва в летния турнир Интертото, където побеждава литовския Панерис (Вилнюс) (3:0), завършва 0:0 с гръцкия Ираклис (Солун) и губи от немския Айнтрахт (Франкфурт) (0:4) и австрийския Форвартс (Щайр) (0:2). През следващия сезон 1995/96 обаче в клуба има проблеми. Мнозина от основните играчи преминават в други отбори, напуска и треньорът Драмов. Той е заменен от помощника си Георги Дерменджиев, който не успява да изгради отново силен тим. По време на кампанията пловдивчани допускат най-голямата загуба в историята си в елитното първенство – 1:8 като гост от Спартак (Варна). Завършват на последното 16-о място и изпадат в Б група. Пропадането продължава и след това, като през 1997 г. „гладиаторите“ стигат до аматьорския футбол.

### Трайна финансова криза през ХХI век
През 1998 г. поради тежка управленска криза Спартак се обединява с другия клуб от пловдивския район „Южен“ – Сокол`94 (Коматево), който по това време е значително по-стабилен финансово. До 2001 г. отборът се състезава под името Спартак-С’94. Това обаче не помага особено много. В продължение на 8 поредни сезона Спартак участва в Югоизточната В група. Изгнанието в аматьорския футбол приключва през 2005 г., когато „гладиаторите“ печелят промоция за Б група.
Следват 6 години, в които Спартак участва във втория ешелон. В тях е сред стабилните отбори в Източната Б група, но поради липсата на достатъчно финансова стабилност не се правят опити за атака на А група. През 2010/11 пловдивчани завършват на 3-то място в класирането и би трябвало да играят бараж за елита. Вместо това обаче, заради липсата на средства, подават молба до БФС за доброволно преместване в третия ешелон.
Между 2011 г. и 2016 г. Спартак се състезава в Югоизточната В група. Финансовата криза се задълбочава още повече и преди началото на сезон 2016/17 клубът се отказва от участие в първенството.

## Успехи
А група:
- Шампион: 1962/63
- Вицешампион: 1961/62

Национална купа:
- Носител: 1958
- Финалист (2): 1955, 1959

Балканска купа:
- Финалист: 1964

## Евротурнири
| Сезон   | Турнир                     | Кръг |  | Отбор            | Домакин | Гост |
| ------- | -------------------------- | ---- |  | ---------------- | ------- | ---- |
| 1963/64 | КЕШ                        | Q    |  | Партизани Тирана | 3:1     | 0:1  |
|         |                            | 1Q   |  | ПСВ Айндховен    | 0:1     | 0:0  |
| 1966/67 | Купа на панаирните градове | 1Q   |  | Бенфика          | 1:1     | 0:3  |

## Известни футболисти
- Тодор Диев
- Димитър Димов
- Димитър Василев
- Михаил Душев
- Христо Дишков
- Димитър Генов
- Цветан Стойнов
- Тобия Момин
- Георги Бенчев
- Атанас Манолов
- Димитър Марашлиев
- Красимир Манолов
- Васко Василев
- Николай Андреев
- Георги Барбов
- Димитър Хубенов
- Георги Тенев
- Петър Шопов
- Любомир Бурнарски
- Александър Радев
- Иван Говедаров
- Лазар Въчков
- Костадин Герганчев
- Анатоли Тонов
- Ардашес Адамян
- Саша Вукоевич
- Николай Праматаров
- Йонко Неделчев
- Бисер Иванов
- Филип Теофоолу
- Николай Николов
- Данаил Бачков
- Николай Павлов
- Мурад Ибрахимович
- Стоян Терзиев
- Ивайло Димитров